# З'їзд революційних комітетів Бахмутського повіту
З'їзд революційних комітетів Бахмутського повіту  також Екстрений з'їзд революційних комітетів Бахмутського повіту- перший з'їзд революційних комітетів Бахмутського повіту які були під керівництвом РСДРП (б) і ПЛСР.

## Історія
Після Жовтневого перевороту емісар від ЦК РСДРП (б) по Донецькому басейну Григорій Петровський виступив з ініціативою скликання екстреного з'їзду революційних комітетів Бахмутського повіту для обговорення поточного моменту і обговорення подальших дій у зв'язку з ситуацією, що склалася.
З'їзд відбувся в ніч з 3 на 4 (16-17) листопада в старій двоповерховій дерев'яній школі на станції Микитівка, за версією Харечко Тараса це був не з'їзд а нарада представників Бахмутського і Горлівсько-Щербинівського комітетів РСДРП (б). На з'їзді були присутні Петровский, Грузман, Харечко, Казимирчук, Острогорский, Дубовий, Стожок, і ін.
Головним чином на з'їзді обговорювалися питання пов'язані з організацією боротьби з донським козацтвом в східному Донбасі і підготовка до повстання і захоплення влади в центральному Донбасі який входив в сферу впливу Української Народної Республіки. Факт підготовки до повстання з боку більшовиків, анархістів і лівих есерів проти влади УНР в регіоні випливає зі слів Григорій Петровського який перед своїм від'їздом з Микитівки учасникам з'їзду заявив:
|  | «На виступ Української Центральної Ради в Києві необхідно відповісти збройним опором» |

Також на цьому з'їзді обговорювалося питання затримки Каледіним відправки продовольства для Москви і Петрограда.
На цьому з'їзді вперше була висловлена ідея Харечко і Грузмана про створення Донецького ревкому який би об'єднав в політичному та адміністративному плані весь Донецький басейн і став би фактично обласним органом влади.
- Центральний Військово-Революційний Комітет Донбасу[4]
- Центральний Штаб Червоної Армії Донбасу[4]

За підсумком з'їзду був створений Тимчасовий революційний комітет Бахмутського повіту який би координував і контролював виконання прийнятих рішень на з'їзді. Також на цьому з'їзді було прийнято рішення про створення Донецького ревкому, для чого з'їзд виділив Бюро по скликанню вседонецкого з'їзду ревкомів до якого увійшли:
- Харечко Тарас Іванович
- Грузман Шулим Айзикович
- Казимирчук Петро Григорович

Попередньо бюро повинно було зв'язатися з районними організаціями РСДРП(б), щоб забезпечити більшовицький склад з'їзду. В іншому випадку коаліційні Ревкоми могли б надіслати "коаліційних" делегатів і провалити поставлену повітовим з'їздом завдання створення однорідного більшовицького Обласного Ревкома Донбасу.
Підготовча робота по скликанню з'їзду ускладнювалась тим, що з організаційного бюро тільки один Грузман приділяв їй достатньо уваги. Інші два члена бюро не могли відриватися від місцевої роботи в Бахмуті і Горлівці. У зв'язку з чим Вседонецкий з'їзд ревкомів був скликаний тільки через місяць 4 (17) грудня 1917 року.